# Barnásfehér bülbül
A barnásfehér bülbül (Pycnonotus luteolus) a madarak osztályának verébalakúak (Passeriformes) rendjébe és a bülbülfélék (Pycnonotidae) családjába tartozó faj.

## Rendszerezése
A fajt Rene Primevere Lesson francia ornitológus írta le 1841-ben, a Haematornis nembe Haematornis luteolus néven.

## Alfajai
- Pycnonotus luteolus insulae (Whistler & Kinnear, 1932) – Srí Lanka;
- Pycnonotus luteolus luteolus (Lesson, 1841) – India félszigeti része.

## Előfordulása
Dél-Ázsiában, India és Srí Lanka területén honos. Természetes élőhelyei a szubtrópusi vagy trópusi lombhullató erdők és cserjések, valamint ültetvények, szántóföldek és vidéki kertek. Állandó, nem vonuló faj.

## Megjelenése
Testhossza 20, centiméter, testtömege 28–43 gramm.
|  |

## Életmódja
Főleg gyümölcsökkel és bogyókkal táplálkozik, de rovarokkal és pókokat is fogyaszt.

## Szaporodása
Egész évben fészkelhet, de főleg márciustól szeptemberig.

## Természetvédelmi helyzete
Az elterjedési területe rendkívül nagy, egyedszáma pedig növekvő. A Természetvédelmi Világszövetség Vörös listáján nem fenyegetett fajként szerepel.